# Vingsporig riska
Vingsporig riska (Lactarius pterosporus) är en svampart som beskrevs av Romagn. 1949. Vingsporig riska ingår i släktet riskor och familjen kremlor och riskor.  Arten är reproducerande i Sverige. Inga underarter finns listade i Catalogue of Life.

## Källor

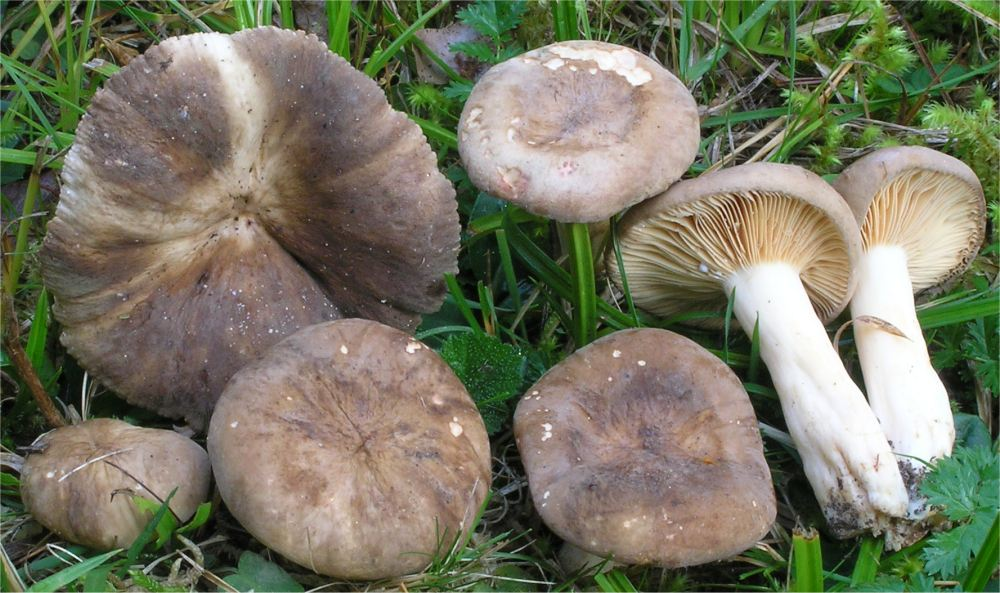
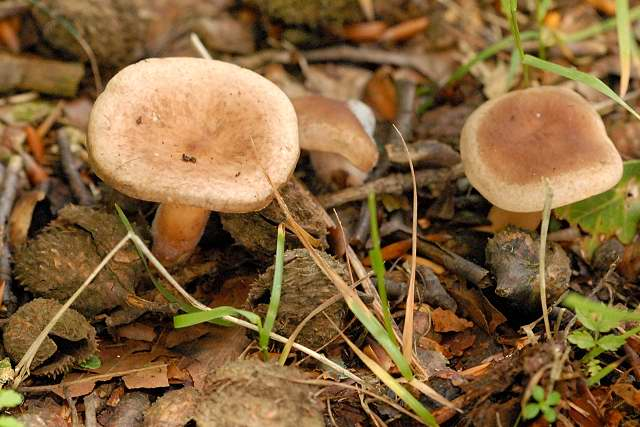
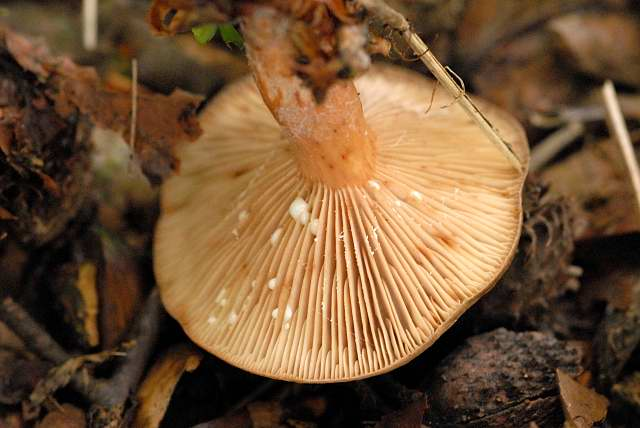